# Oedura lineata
Oedura lineata — вид ящірок з родини Diplodactylidae. Описаний у 2019 році разом з іншими двома новими видами Oedura picta та Oedura elegans.

## Поширення
Ендемік Австралії. Поширений лише у долині Аркадія у внутрішній частині штату Квінсленд.

## Опис
Яшірка завдовжки 7,0-7,9 см. Забарвлення складається зі складного візерунку зі смуг та плям жовтого, білого та коричневого кольорів.